# Zločin v Polné
Zločin v Polné je český dvoudílný televizní film režiséra Viktora Polesného z roku 2016 o hilsneriádě.
Premiéra se uskutečnila dne 22. ledna 2016 v polenském kině za přítomnosti tvůrců filmu a doprovázená debatou.

## Výroba
Film se točil od března do května 2015.
Odborným poradcem filmu byl právník a historik Stanislav Balík.

## Obsazení
| Jaroslav Plesl        | Hilsnerův obhájce ex offo Zdenko Auředníček |
| Karel Heřmánek mladší | Leopold Hilsner                             |
| Karel Roden           | Tomáš Garrigue Masaryk                      |
| Gabriela Míčová       | Anna Auředníčková                           |
| František Němec       | soudní rada Reichl                          |
| Jan Kačer             | Auředníčkův otec                            |
| Petr Štěpánek         | předseda soudu Ježek                        |
| Jiří Plachý mladší    | státní žalobce Schneider                    |
| Ondřej Kavan          | zástupce rodiny zavražděné Karel Baxa       |
| Zdeněk Maryška        | předseda soudu Winter                       |
| Jiří Čapka            | státní žalobce Malijovský                   |
| Luboš Veselý          | závodčí Klenovec                            |
| Jan Novotný           | vrchní komisař Olič                         |
| Simona Kopecká        | Anežka                                      |
| Johanna Tesařová      | matka Hrůzová                               |
| Rostislav Novák       | Jan Hrůza, bratr Anežky                     |
| Miroslav Etzler       | korunní svědek Pešák                        |
| Zdeněk Dušek          | zapisovatel Calta                           |
| Dana Sedláková        | Vomelová                                    |
| Stanislav Zindulka    | lékař Auředníčkových                        |
| Vladimír Polívka      | koncipient Karas                            |
| Petr Šmíd             | koncipient Brázda                           |
| Martin Myšička        | novinář Nosek                               |
| Josef Carda           | novinář Hušek                               |
| Jaromír Meduna        | soudce Šebánek                              |
| Vladimír Marek        | radní Sládek                                |
| Kamil Halbich         | radní Vlasák                                |
| Mojmír Maděrič        | starosta Zahradník                          |
| Jiří Wohanka          | MUDr. Maršálek                              |
| Martin Mejzlík        | MUDr. Prokop                                |
| Stanislav Lehký       | JUDr. Bartoš                                |
| Vilém Udatný          | JUDr. Baudyš                                |
| Štěpán Benoni         | četník Tilš                                 |
| Miloslav Mejzlík      | MUDr. Bulova                                |
| Jitka Sedláčková      | manželka doktora Bulovy                     |
| Jiří Král             | MUDr. Hálek                                 |
| Aneta Krejčíková      | Hilsnerova bývalá snoubenka                 |
| František Segrado     | pouliční zpěvák                             |

## Recenze
- Martin Svoboda, Aktuálně.cz
- Mirka Spáčilová, iDNES.cz
- Ondřej Mrázek, TVZone.cz
- Pavel Baloun, Vít Strobach, A2larm